# Jack Byrne (calciatore 1996)
Jack Byrne (Dublino, 24 aprile 1996) è un calciatore irlandese, centrocampista dello Shamrock Rovers.

## Carriera

### Club
Nella stagione 2015-2016 ha segnato 4 gol in 27 partite nella prima divisione irlandese con il Cambuur. In seguito ha anche giocato nella prima divisione irlandese, aggiudicandosi per due volte il premio di Calciatore dell'anno (PFAI).

### Nazionale
Ha giocato nelle nazionali giovanili irlandesi Under-16, Under-17, Under-18, Under-19 ed Under-21.
Tra il 2019 ed il 2020 ha giocato 4 partite con la nazionale maggiore irlandese.

## Palmarès

### Club

#### Competizioni nazionali
- Campionato irlandese: 2

Shamrock Rovers: 2020, 2021
- Coppa d'Irlanda: 1

Shamrock Rovers: 2019
- Supercoppa d'Irlanda: 1

Shamrock Rovers: 2022

### Individuale
- Miglior giocatore della League of Ireland: 2

2019, 2020